# Okke Jager
Okke Jager (Delft, 23 april 1928 – Kampen, 26 januari 1992) was een Nederlandse theoloog, predikant in de Gereformeerde Kerken in Nederland, universitair docent aan de gereformeerde Theologische Hogeschool Kampen, (vanaf 1988 Theologische Universiteit van de Gereformeerde Kerken in Kampen) en auteur. Ook vervulde hij tientallen jaren functies bij de NCRV.

## Levensloop
Jager werd op de NCRV-radio bekend als spreker over zaken van geloof en theologie en als meditatief dagsluiter. Als dagsluiter werd hij vanaf de vroege jaren 60 echter nog het meest bekend via de televisie. In 1986 was hij tevens te zien in de met een Oscar bekroonde verfilming door Fons Rademakers van Harry Mulisch' roman 'De aanslag', in een piepklein rolletje als predikant, in toga, op de kansel bij een herdenkingsdienst voor een (fictieve) overleden oud-verzetsstrijder.
Aanvankelijk richtte hij zich in een vlotte en milde stijl als vooruitstrevend gereformeerd predikant en letterkundig publicist in kranten en tijdschriften vooral op gedichten, literaire essays, meditaties (al of niet naar aanleiding van Bijbelfragmenten), pastorale radio- en tv-optredens en Bijbelse dagboeken. Maar vanaf het eind van de jaren zestig scherpte hij zijn boeken en artikelen voor het grotere publiek (Trouw, Hervormd Nederland) in toenemende mate zowel in links-politieke als in intellectueel-academische richting aan.
Waar zijn officiële leeropdracht op praktisch-theologisch vlak lag, namelijk de evangelistiek (ofwel de vertaalslag van dogmatiek en ethiek naar de hedendaagse cultuur) bleek hij op vele andere gebieden minstens zo zeer thuis. Daaronder kunnen genoemd worden: exegese van Oude en Nieuwe Testament, moderne filosofie- en literatuurgeschiedenis en godsdienstwijsbegeerte.
Zijn letterkundige en filosofische competentie en belangstelling bleek onder andere uit zijn grote en congeniale studie (de eerste in Nederland) over de voormalige katholieke schrijver, godsdienstfilosoof en P.C. Hooft-prijswinnaar Cornelis Verhoeven.
Als zijn magnum opus moet wel gelden de tweedelige studie uit 1984 over de manier waarop in kerk én samenleving, in geloof én (seculiere) filosofie volgens hem veel te verbloemend werd gesproken over de dood, zeker ook dan wanneer die wel degelijk vermijdbaar en ten minste uitstelbaar is. Hij hekelde het 'euthanasiasme' (Andreas Burnier) en de 'cultuur van de dood' (Johannes Paulus II) en hield, met als voornaamste bondgenoot Elias Canetti, een hartstochtelijk pleidooi voor die uitstelbaarheid en vermijdbaarheid van de dood, gelardeerd met een enorm arsenaal aan citaten uit romans en poëzie, filosofie, theologie, sociologie én medisch-technologische literatuur.
Okke Jager overleed in 1992, niet lang nadat hij in een aantal columns in dagblad Trouw de sterk emotionele beleving van zijn ziekteproces als gevolg van een hersentumor zeer openhartig had besproken (gebundeld in het boekje Hoe kostbaar is een kwetsbaar mens).